# 대한민국 형사소송법 제17조
대한민국 형사소송법 제17조는 제척의 원인에 대한 형사소송법의 조문이다.

## 조문
제17조(제척의 원인) 법관은 다음 경우에는 직무집행에서 제척된다.
1. 법관이 피해자인 때
2. 법관이 피고인 또는 피해자의 친족 또는 친족관계가 있었던 자인 때
3. 법관이 피고인 또는 피해자의 법정대리인, 후견감독인인 때
4. 법관이 사건에 관하여 증인, 감정인, 피해자의 대리인으로 된 때
5. 법관이 사건에 관하여 피고인의 대리인, 변호인, 보조인으로 된 때
6. 법관이 사건에 관하여 검사 또는 사법경찰관의 직무를 행한 때
7. 법관이 사건에 관하여 전심재판 또는 그 기초되는 조사, 심리에 관여한 때

第17條(除斥의 原因)法官은 다음 境遇에는 職務執行에서 除斥된다.  <개정 2005.3.31.>
1. 法官이 被害者인 때
2. 法官이 被告人 또는 被害者의 친족 또는 친족관계가 있었던 者인 때
3. 法官이 被告人 또는 被害者의 法定代理人, 後見監督人인 때
4. 法官이 事件에 關하여 證人, 鑑定人, 被害者의 代理人으로 된 때
5. 法官이 事件에 關하여 被告人의 代理人, 辯護人, 補助人으로 된 때
6. 法官이 事件에 關하여 檢事 또는 司法警察官의 職務를 行한 때
7. 法官이 事件에 關하여 前審裁判 또는 그 基礎되는 調査, 審理에 關與한 때

## 해설
7호의 '전심'이란 상소에 의하여 불복이 신청된 재판을 말한다.

## 판례
- 약식명령을 발부한 법관이 그 정식재판 절차의 항소심판결에 관여함은 형사소송법 제17조 제7호, 제18조 제1항 제1호 소정의 법관이 사건에 관하여 전심재판 또는 그 기초되는 조사심리에 관여한 때에 해당하여 제척, 기피의 원인이 되나, 제척 또는 기피되는 재판은 불복이 신청된 당해 사건의 판결절차를 말하는 것이므로 약식명령을 발부한 법관이 그 정식재판 절차의 항소심 공판에 관여한 바 있어도 후에 경질되어 그 판결에는 관여하지 아니한 경우는 전심재판에 관여한 법관이 불복이 신청된 당해 사건의 재판에 관여하였다고 할 수 없다.[1]

- 공소제기 전에 검사의 증거보전 청구에 의하여 증인신문을 한 법관은 형사소송법 제17조 제7호에 이른바 전심재판 또는 기초되는 조사, 심리에 관여한 법관이라고 할 수 없다[2].

## 참고 문헌
- 손동권 신이철, 새로운 형사소송법(초판, 2013), 세창, 2013. ISBN 9788984114081

## 같이 보기
- 제척
- 기피
- 대한민국 형사소송법 제18조